# رود پچنگا
رود پچنگا (انگلیسی: Pechenga) یک رودخانه در استان مورمانسک کشور روسیه است.